# Viktor Čukarin
Viktor Ivanovič Čukarin (ukrajinsky Віктор Іванович Чукарін, 9. listopadu 1921 Chreščaticke – 25. srpna 1984 Lvov) byl ukrajinský gymnasta, sedminásobný olympijský vítěz.

## Život
Narodil se v kozácké rodině v ukrajinské vesnici Chreščaticke–Хрещатицьке (v letech 1937 až 2016 Krasnoarmejskoje–Красноармійське) v Doněcké oblasti. V roce 1924 se rodina přestěhovala do nedalekého města Mariupol u Azovského moře. Jeho otec byl popraven v rámci Velké čistky. Viktor se jako chlapec zajímal o sport, zkoušel fotbal, plavání a atletiku. V patnácti letech se na střední metalurgické škole začal věnovat sportovní gymnastice. Projevoval velký talent a po dvou letech mu trenéři doporučili, aby nastoupil na sportovní institut v Kyjevě. Pod vedením známého trenéra Adžata Ibadulajeva se jeho výkonnost rychle zvyšovala. V roce 1940 se Čukarin stal mistrem Ukrajiny v gymnastice a získal titul mistra sportu. 
Za Velké vlastenecké války narukoval jako dobrovolník k dělostřelectvu, byl zraněn a upadl do německého zajetí. Prošel několika koncentračními tábory a nakonec byl umístěn do zajateckého tábora v Sandbostelu na severozápadě Německa. Přežil pochod smrti a na Ukrajinu se vrátil v zuboženém stavu. Vážil 40 kg .
Po válce byl nejprve zaměstnán jako cvičitel v hutnickém závodě v Kyjevě. Vrátil se ke sportu na počátku roku 1946 a pomocí pevné vůle a tvrdého tréninku se ještě téhož roku stal mistrem Ukrajiny v gymnastice. Začal studovat v tělovýchovném institutu ve Lvově, který absolvoval v roce 1950.
Jeho výkonnost postupně stoupala. Čtyřikrát se stal absolutním mistrem SSSR ve víceboji (1949, 1950, 1951 a 1955). Při premiéře sovětských sportovců na olympijských hrách 1952 v Helsinkách se stal už jako třicátník nejlepším účastníkem her, když vyhrál víceboj jednotlivců a družstev, přeskok a cvičení na koni našíř, stříbrnou medaili získal na bradlech a na kruzích. Na mistrovství světa ve sportovní gymnastice 1954 získal tři zlaté (víceboj jednotlivců a družstev, bradla) a jednu bronzovou (kůň našíř) medaili. Na olympiádě 1956 obhájil prvenství v individuálním i týmovém víceboji a vyhrál na bradlech, druhý byl v prostných, třetí v koni našíř, čtvrtý na hrazdě a sedmý na kruzích. Pomohl sovětskému družstvu porazit tehdy favorizované Japonce v čele s Takaši Onem.
Po olympiádě v Melbourne ukončil kariéru, v roce 1957 obdrželi spolu s Larisou Latyninovou jako první sportovci v historii Leninův řád, byl také zasloužilým mistrem sportu a zasloužilým trenérem. Působil jako pedagog na Lvovském institutu tělesné kultury, kde vedl katedru gymnastiky. Pracoval jako trenér národního týmu. Zemřel v roce 1984, je pohřben na Lyčakovském hřbitově.